# Saloptia powelli
Saloptia powelli – gatunek ryby z rodziny strzępielowatych, jedyny przedstawiciel rodzaju Saloptia Smith, 1964.
Występowanie: zachodnia część Oceanu Spokojnego, rafy koralowe na głębokościach 140–367 m p.p.m.

## Opis
Osiąga do 39 cm długości.